# 9:e divisionen (Tyskland)
9:e divisionen (tyska: 9. Division) var en tysk division som existerade mellan 1818 och 1919.

## Organisation vid första världskrigets utbrott
Förläggningsort inom parentes.
- 17:e Infanteribrigaden (Glogau)
  - 19:e Infanteriregementet (2:a Posenska) "von Courbiére" (Görlitz och Lauban)
  - 58:e Infanteriregementet (3: Posenska) (Glogau och Fraustadt)

- 18:e Infanteribrigaden (Liegnitz)
  - 7:e Grenadjärregementet (2:a Västpreussiska) "Kung Vilhelm I" (Liegnitz)
  - 154:Infanteriregementet (5:e Nederschlesiska) (Jauer och Striegau)

- 9:e Kavalleribrigaden (Glogau)
  - 4:e Dragonregementet (1:a Schlesiska) "von Bredow" (Lüben)
  - 10:e Ulanregementet (Posenska) "Prins August av Württemberg" (Züllichau)

- 9:e Fältartilleribrigaden (Glogau)
  - 5:e Fältartilleriregementet (1:a Nederlschlesiska) "von Podbielski" (?)
  - 41:a Fältartilleriregementet (2:a Nederschlesiska) (?)